# Joševa (Loznica)
Joševa (Servisch cyrillisch Јошева) is een plaats in de Servische gemeente Loznica. De plaats telt 1123 inwoners (2002).